# El Mellizo
Enrique Jiménez Fernández (Cádiz, 1848-1906), bekend als Enrique "el Mellizo", was een beroemde flamencozanger. Van alle zangers beïnvloedde hij de verschillende flamencostijlen van Cádiz het meest diepgaand. Samen met Silverio Franconetti en Antonio Chacón wordt hij tot de meest toonaangevende personen in de ontwikkeling van de flamenco gerekend. Hij was de auteur van een van de belangrijkste Malagueñastijlen. Van hem wordt gezegd dat hij verschillende stijlen van de Soleares, Alegrías, en Tangos creëerde dan wel ontwikkelde. Volgens orale traditie was hij de bedenker van de Tientos.

## Biografie
Volgens zijn geboorteakte was hij de zoon van gitano (zigeuner) Antonio Jiménez, beroep: slachter. De naam van zijn moeder is onbekend: hij was een onwettig kind. In tegenspraak met zijn bijnaam Mellizo (tweeling), had hij geen tweelingbroer, maar erfde hij zijn vaders bijnaam. Zelf kreeg hij drie kinderen: Antonio El Mellizo, El Morcilla en Carlota.
El Mellizo "erfde" ook het beroep -slachter- van zijn vader. Hij trad nu en dan op in de "cafés cantante" van Cádiz, maar weigerde altijd professional te worden. Ofschoon hij zijn geboortestad nooit verliet, groeide zijn faam in Andalusië gestaag. Zangers uit andere steden kwamen hem bezoeken om naar hem te luisteren. Volgens sommige getuigenissen was hij een humeurig persoon. Ofschoon gewoonlijk een sociaal mens, raakte hij soms in een crisis die hij dan in totale afzondering doorbracht. De romantische overlevering vertelt dat het voorkomen van de crises geïnitieerd werd bij de gedachte aan een eertijds onbeantwoorde liefde. Hij overleed, 58 jaar oud, aan tbc.
Ofschoon er in deze periode al flamenco-opnamen op plaat werden gezet, zijn er van El Mellizo zelf geen plaatopnamen bekend.
Zijn verschillende stijlen werden geconserveerd door andere zangers, veelal afkomstig uit Cádiz. Zij kenden hem direct dan wel indirect. Zijn nalatenschap werd levend gehouden door zangers als zijn broers Enrique (!) en Antonio, Aurelio Selles, El Niño de la Isla, Manolo Vargas, La Perla de Cádiz, Chaquetón, Pericón de Cádiz, Manolo Caracol, Chano Lobato, Rancapino en vele anderen.

## Muzikale nalatenschap
- De belangrijkste creatie van El Mellizo was zijn malagueña, totaal vernieuwend in die tijd. Volgens de overlevering creëerde hij de malagueña na een teleurstelling in de liefde, waarna hij in een van zijn solitaire perioden verviel. Gedurende deze tijd bezocht hij een kerk waar hij werd geïnspireerd door de voorzang van een priester aan het begin van een katholieke hoogmis. Als eerbetoon en herinnering hieraan wordt de introductie van de mis tegenwoordig soms gezongen als een malagueña. De stijl doet ook denken aan een liturgisch lied. Volgens sommige critici was Enrique el Mellizo de eerste die de malaguenñas als een cante libre uitvoerde, met een vrij metrum of regelmatig ritmisch patroon.

Andere bijdragen die aan hem worden toegeschreven (meestal gebaseerd op orale overlevering en onbewezen) zijn:
- Hij zou als eerste de alegrías als "cante para escuchar" (luisterlied) hebben gezongen, in tegenstelling tot de gangbare uitvoering als "cante para bailar" (lied om te dansen). Oorspronkelijk was de alegrías een palo (muzikale vorm) om op te dansen. El Melizzo zou de melodische frasen verrijkt hebben waardoor ze meer geschikt werden voor recitals.
- Hij was de schepper van de tientos, waarbij hij zijn melodieën baseerde op die van de tangos flamenco. Deze theorie wordt terzijde geschoven door critici die geloven dat het de zanger Diego el Marruro was die de tientos uitvond.
- Hij bedacht en ontwikkelde verschillende stijlen van de soleá (soleares).
- Hij droeg bij aan de ontwikkeling van de tangos flamenco die hij muzikaal verrijkte.
- Hij was de bedenker van de saeta por seguiriyas, waarbij hij delen uit de seguiriya in de traditionele saetas paste.
- Ook creëerde of ontwikkelde hij verschillende seguiriya-stijlen.